# キタノコマンドール
キタノコマンドール (Kitano Commandeur)は、日本の競走馬。名付け親はビートたけし。たけしの本名の姓「北野」と、たけしが2010年に受賞したフランス共和国政府が授与する芸術文化勲章の最高位「コマンドール」を組み合わせて名付けられた。

## 戦績

### デビュー前
2015年2月12日、北海道安平町のノーザンファームで誕生。翌年のセレクトセール1歳馬市場に上場され、「(株)ドリームファーム」によって1歳馬ではこの日4番目の高値となる1億9,000万円（税抜）で落札された。一口馬主法人「DMMバヌーシー」から総額4億1,714万4,000円（1口4.2万円×9932口）で募集された。

### 2歳 (2017年)
栗東の名門・池江泰寿厩舎に入厩。DMMドリームクラブの取締役・野本巧は以前から池江とプライベートで面識があり、クラブ立ち上げの構想にも賛同を得ていたことから、預託が決まった。コズミが出やすい体質のためデビュー前の調整はじっくりと時間をかけて行われた。12月23日の新馬戦でデビューし、超スローペースを中団から差し切って新馬勝ちを飾る。しかし、ゴール前で内に斜行し、騎乗していたクリストフ・ルメールは年明けから開催4日間の騎乗停止となった。

### 3歳 (2018年)
2戦目のすみれステークス (OP)では調教の動きが今ひとつだったこともあり8頭立ての3番人気に留まったが、後方からコーナーで捲りを決め、逃げ粘るケイティクレバーを3/4馬身交わして2分11秒7の好時計でデビュー2連勝を果たす。直線ではまたも内にササる癖を見せたが、騎乗した福永祐一は「それだけ伸びしろがあるということだし、左回りの方がさらにいいと思う。距離が伸びても大丈夫」とコメントした。
キャリア3戦目での挑戦となった皐月賞 (GI)では新たにミルコ・デムーロを鞍上に迎え、重賞初出走ながら3番人気に支持された。レースでは向正面で最後方まで下がり、3〜4コーナーでは大外を回す苦しい展開となり、上がり3F最速タイの34秒8を計測しながらも掲示板を確保するのがやっとだった。しかし、この年から東京優駿 (GI)への優先出走権が5着までに拡大されており、6着グレイルにハナ差先着したことで優先出走権を獲得することができた。
東京優駿に向けての調整中には、デビュー前に悩まされたコズミが再び強く見られ、最終追い切りも当初予定のウッドから坂路に切り替えるなど、陣営は調整に苦心。当日は引き続き鞍上ミルコ・デムーロで、馬体重はすみれステークス時と同じ490kgとなり、3枠5番という内枠もあり単勝3番人気に支持される。しかし、行き脚がつかずに後方追走となり、直線でも伸びることなくワグネリアンの12着に終わった。同レース後､異常が見られたため検査を行ったところ右前脚浅屈腱炎を発症したことが判明、1年以上の休養を余儀なくされ、復帰に向けて調整が続けられていたが、2020年6月にふたたび屈腱炎を発症し現役を引退することになった。引退後はイーストスタッドで種牡馬となる。4戦2勝[2-0-0-2]、総走行距離8.6kmというキャリアであった。

## 競走成績
以下の内容は、netkeiba.comの情報に基づく。
| 競走日     | 競馬場 | 競走名   | 格 | 距離（馬場）  | 頭 数 | 枠 番 | 馬 番 | オッズ （人気） | 着順 | タイム （上がり3F） | 着差 | 騎手        | 斤量 [kg] | 1着馬（2着馬）       | 馬体重 [kg] |
| ---------- | ------ | -------- | -- | ------------- | ----- | ----- | ----- | --------------- | ---- | ------------------- | ---- | ----------- | --------- | -------------------- | ----------- |
| 2017.12.23 | 阪神   | 2歳新馬  |    | 芝2000m（良） | 15    | 4     | 7     | 003.90（2人）   | 01着 | R2:06.1（33.5）     | -0.0 | 0C.ルメール | 55        | （サトノグロワール） | 494         |
| 2018.02.25 | 阪神   | すみれS  | OP | 芝2200m（良） | 8     | 7     | 7     | 004.70（3人）   | 01着 | R2:11.7（33.8）     | -0.1 | 0福永祐一   | 56        | （ケイティクレバー） | 490         |
| 0000.04.15 | 中山   | 皐月賞   | GI | 芝2000m（稍） | 16    | 3     | 5     | 006.30（3人）   | 05着 | R2:01.4（34.8）     | -0.6 | 0M.デムーロ | 57        | エポカドーロ         | 502         |
| 0000.05.27 | 東京   | 東京優駿 | GI | 芝2400m（良） | 18    | 3     | 5     | 008.00（3人）   | 12着 | R2:24.4（34.0）     | -0.8 | 0M.デムーロ | 57        | ワグネリアン         | 490         |

## 血統表
| キタノコマンドールの血統        | キタノコマンドールの血統                             | キタノコマンドールの血統                          | （血統表の出典）                                  | （血統表の出典）  |
| 父系                            | サンデーサイレンス系                                 | サンデーサイレンス系                              | サンデーサイレンス系                              | [ § 2 ]           |
| 父 ディープインパクト 2002 鹿毛 | 父の父*サンデーサイレンス Sunday Silence 1986 青鹿毛 | Halo                                              | Hail to Reason                                    | Hail to Reason    |
| 父 ディープインパクト 2002 鹿毛 | 父の父*サンデーサイレンス Sunday Silence 1986 青鹿毛 | Halo                                              | Cosmah                                            |                   |
| 父 ディープインパクト 2002 鹿毛 | 父の父*サンデーサイレンス Sunday Silence 1986 青鹿毛 | Wishing Well                                      | Understanding                                     | Understanding     |
| 父 ディープインパクト 2002 鹿毛 | 父の父*サンデーサイレンス Sunday Silence 1986 青鹿毛 | Wishing Well                                      | Mountain Flower                                   |                   |
| 父 ディープインパクト 2002 鹿毛 | 父の母*ウインドインハーヘア 1991 鹿毛                | Alzao                                             | Lyphard                                           | Lyphard           |
| 父 ディープインパクト 2002 鹿毛 | 父の母*ウインドインハーヘア 1991 鹿毛                | Alzao                                             | Lady Rebecca                                      |                   |
| 父 ディープインパクト 2002 鹿毛 | 父の母*ウインドインハーヘア 1991 鹿毛                | Burghclere                                        | Busted                                            | Busted            |
| 父 ディープインパクト 2002 鹿毛 | 父の母*ウインドインハーヘア 1991 鹿毛                | Burghclere                                        | Highclere                                         |                   |
| 母 ベネンシアドール 2006 鹿毛   | 母の父キングカメハメハ 2001 鹿毛                     | Kingmambo                                         | Mr. Prospector                                    | Mr. Prospector    |
| 母 ベネンシアドール 2006 鹿毛   | 母の父キングカメハメハ 2001 鹿毛                     | Kingmambo                                         | Miesque                                           |                   |
| 母 ベネンシアドール 2006 鹿毛   | 母の父キングカメハメハ 2001 鹿毛                     | *マンファス                                       | *ラストタイクーン                                 | *ラストタイクーン |
| 母 ベネンシアドール 2006 鹿毛   | 母の父キングカメハメハ 2001 鹿毛                     | *マンファス                                       | Pilot Bird                                        |                   |
| 母 ベネンシアドール 2006 鹿毛   | 母の母*フェアリードール 1991 栗毛                    | Nureyev 1977                                      | Northern Dancer                                   | Northern Dancer   |
| 母 ベネンシアドール 2006 鹿毛   | 母の母*フェアリードール 1991 栗毛                    | Nureyev 1977                                      | Special                                           |                   |
| 母 ベネンシアドール 2006 鹿毛   | 母の母*フェアリードール 1991 栗毛                    | Dream Deal 1986                                   | Sharpen Up                                        | Sharpen Up        |
| 母 ベネンシアドール 2006 鹿毛   | 母の母*フェアリードール 1991 栗毛                    | Dream Deal 1986                                   | Likely Exchange                                   |                   |
| 母系(F-No.)                     | 9号族(FN:9-f)                                        | 9号族(FN:9-f)                                     | 9号族(FN:9-f)                                     | [ § 3 ]           |
| 5代内の近親交配                 | Nureyev5×3＝15.63％、Northern Dancer5×4＝9.38％、    | Nureyev5×3＝15.63％、Northern Dancer5×4＝9.38％、 | Nureyev5×3＝15.63％、Northern Dancer5×4＝9.38％、 | [ § 4 ]           |
| 出典                            | 1. 2. 3. 4.                                          | 1. 2. 3. 4.                                       | 1. 2. 3. 4.                                       | 1. 2. 3. 4.       |

- 全姉に2013年のフローラステークス（GII）、ローズステークス（GII）を勝ち、同年のジャパンカップ（GI）と2015年の宝塚記念（GI）で2着の実績があるデニムアンドルビー[12]、半姉に2019年マリーンカップ（JpnIII）勝ち馬のラーゴブルー（父ハーツクライ）がいる。
- 母の半姉兄にはトゥザヴィクトリー（エリザベス女王杯など）、サイレントディール（武蔵野ステークスなど）がいる。その他近親に活躍馬多数[13]。